# Sens (philosophie)
Pour les articles homonymes, voir Sens.
La notion de sens (du latin sensus) en philosophie comporte de multiples aspects et convoque différents modes d'approche selon les domaines (métaphysique, linguistique, philosophie du langage…), les auteurs et les époques de l'histoire de la philosophie considérés. Descartes parle de bon sens comme d'un synonyme de la raison. À part pour Frege qui les oppose[réf. nécessaire], « sens »  et « signification » sont équivalents. Lalande rappelle que dans la notion de « sens »,  « direction » et « tendance vers un but » sont aussi deux acceptions de la « signification ».

## Divers aspects du mot « sens » en philosophie

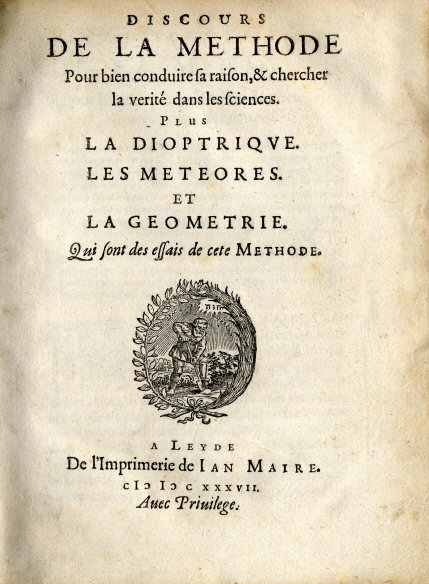
C'est dans le Discours de la Méthode que Descartes dit : « Le bon sens est la chose du monde la mieux partagée ».

Une définition générale du mot « sens » en philosophie est difficile étant donné la multiplicité des aspects considérés. Ainsi chez Descartes le « bon sens » est-il synonyme de « raison ». Autour de l'acception de « sens » comme « signification », par exemple d'un mot ou d'une phrase, il s'agit en premier lieu de l'« idée ou intention de celui qui parle ».
À l'entrée « sens » du Vocabulaire technique et critique de la philosophie, André Lalande indique les divisions générales de cet article, qu'il estime « long et complexe », comme suit :
1. le « sens » (allemand : Sinn, Sinnlichkeit ; anglais Sense) en relation avec la « fonction sensorielle » ; les tendances qui s'y rattachent ; la connaissance intuitive ; le jugement. Là se situent le bon sens, le sens commun, le sens moral[1]. Dans la Critique de la raison pure, Kant appelle « sens intérieur » (innerer Sinn), opposé à « sens extérieur » (äusserer Sinn), « la faculté par laquelle “l'esprit se connaît lui-même, ou connaît son état intérieur” » (das Gemüth sich selbst oder seinen inneren Zustand anschaut)[1].
2. le « sens » (allemand : Sinn, Bedeutung ; anglais Sense, Meaning, Signification, Denoting ; Import, Purport) en tant que « signification »[1]. On ne distingue guère dans la langue courante « sens, signification, valeur, acception »[1]. Dans son article Über Sinn und Bedeutung (1892), Gottlob Frege oppose les deux mots Sinn et Bedeutung : Sinn correspond à la « signification conceptuelle, à la définition », tandis que Bedeutung correspond  aux « êtres ou à l'être que dénote un terme ou un complexe de termes », mais Lalande ne voit là « qu'une proposition personnelle » de la part de Frege : Bedeutung, malgré l'étymologie (deuten : indiquer, désigner), dit-il, présente  un sens beaucoup plus large, qui équivaut le plus souvent à Significance en anglais[1].
3. le « sens » (allemand : Richtung, Seite ; anglais Sense) comme « orientation d'un mouvement »[1].

En conclusion de son article, Lalande s'interroge  sur « un ordre de filiation » susceptible de relier les diverses acceptions du mot « sens » : l'idée primitive serait celle de sentir, « à laquelle se rattache celle de pensée, de jugement, d'opinion », d'après sensus en latin ; l'expression « les sens » à rapprocher de « sensuel »  et de « sensualité » en est dérivée. De l'idée de pensée, de jugement viendraient d'une part, celle de « bon jugement », d'autre part celle d' « idée, par opposition aux mots qui l'expriment, et par suite d' intention chez celui qui parle » : d'où les deux acceptions de « signification », celle de direction et de tendance vers un but (pour les sens 2 et 3), avec des « intermédiaires » comme dans les expressions « parler dans le même sens, en sens contraire », « agir dans le sens des instructions données par un chef », etc..

### Étymologies
« Sens » en français vient du latin sensus, substantif masculin (sensus, us, m.) qui signifie : 1. « faculté de percevoir, sens, sensibilité », d'où par exemple le « sens de la vue » (sensus oculorum ou sensus videndi). Le Gaffiot cite Cicéron : « res subjectae sensibus », « choses qui sont exposées à nos sens » et Lucrèce, pour qui sensus correspond à « agir sur la faculté de percevoir, sur la sensibilité ». De cette première acception de sensus, on passe au sens 2. « ce que l'on éprouve, sensation, sentiment ». Ici, on trouve pour le « sentiment », l'acception « manière de voir, manière de penser, disposition d'esprit », ainsi chez Cicéron : « communes hominum sensus », « les sentiments communs à tous les hommes ». Au sens 3 de sensus, on a la « pensée », l' « idée », d'où en rhétorique, la « période », la « phrase », soit d'après cet exemple donné chez Quintilien : « verbo sensum cludere », « terminer une phrase par un verbe ».
D'après Le Robert. Dictionnaire historique de la langue française, le mot « sens » est donc issu du latin sensus, formé sur sensum, supin de sentire, « percevoir (par les sens, l'intelligence) » (→ sentir). Mais dès l'ancien français, « des confusions se sont faites entre ce latinisme et le germanisme 2. sens ». En ce qui concerne cette valeur 2 de « sens », il s'agit du germanique sinno « direction », plutôt au sens abstrait de « bonne direction, “entendement, raison, intelligence”, représenté par le gotique sinþa, l'ancien haut allemand sindon “voyager”, et qui se rattache peut-être à la famille du latin sensus (→ 1. sens) ».  
« Sinn » en allemand se rapporte d'abord à Verstand (entendement, intellect, intelligence, discernement, jugement, raison) et à Wahrnehmung ([a]perception). Une signification antérieure  renvoie au verbe fort sinnen, lequel, en vieux haut allemand, signifie streben (chercher à, [pré]tendre à, viser, rechercher, aspirer à...), begehren (désirer, convoiter, envier, ambitionner…). Sinnan en vieux haut allemand  et sinnen en moyen haut allemand signifie die Gedanken auf etwas richten (diriger les pensées sur quelque chose), streben, begehren, est-il précisé à l'entrée « sinnen » du dictionnaire étymologique Duden ,. À l'origine, Sinn réfère à gehen (aller, marcher, cheminer), reisen (voyager), à la « façon de marcher » (Gang), au « voyage » (Reise), au chemin (Weg). Au niveau reconstitué indo-européen (indogermanisch en allemand), la racine est *sent-, gehen (aller, marcher), reisen (voyager), fahren (se déplacer, aller en véhicule), « prendre une direction » (eine Richtung nehmen).
En allemand, le substantif féminin Bedeutung, « signification », « sens » (Sinn : sens ; Bedeutung eines Wortes : acception d'un mot), formé sur le verbe composé bedeuten, « signifier, vouloir dire », a pour étymologie le verbe simple deuten, diuten en moyen haut allemand et en vieux haut allemand  qui correspond à zeigen (montrer, indiquer, désigner), erklären (expliquer), übersetzen (traduire); ausdrücken (exprimer), bedeuten (signifier, vouloir dire),. Deuten, de même que ses équivalents en néerlandais, vieil anglais, suédois, reposent sur une dérivation du substantif germanique  *þeudō-« Volk » (peuple), le sens fondamental de ce verbe étant « expliquer, rendre compréhensible, pour le peuple (rassemblé) » (für das [gesammelte] Volk erklären), à rapprocher étymologiquement de deutsch (en français : « allemand »).
En français, « signication » est « emprunté au latin significatio, “action d'indiquer”, “annonce, indication” et, spécialement, “marque d'approbation, manifestation favorable”, et “sens d'un mot” ». Tandis que dans la langue courante, « signification équivaut à sens », le mot revêt après Saussure « la valeur de “rapport réciproque qui unit le signifiant et le signifié” et effet sémantique (d'un signe) en situation, dans le discours, alors distinct de sens et opposé à désignation ».

## Sens ou / et signication en philosophie du langage
« Sens » (allemand : Sinn, Bedeutung) en tant que « signification » correspond dans l'ensemble à  ce que « veulent dire » ou « ce que communiquent à l'esprit un mot, une phrase, ou tout autre signe jouant un rôle semblable » et comprend primitivement, selon Lalande, l' « idée ou intention de celui qui parle », son « état d'esprit qu'il veut communiquer (représentation, sentiment, action) ». 

### Gottlob Frege: opposition sens / signication (Référence)
Dans son essai Sens et Dénotation, Gottlob Frege utilise le mot « sens » issu de la traduction du mot allemand « Sinn » pour l’opposer à la référence (ou dénotation) qui est l’autre partie de la signification, contenue dans le monde réel.
Frege observe que des énoncés qui ne désignent rien de réel sont tout de même compréhensibles. Il explique cela dans son essai Sens et Dénotation en distinguant, dans la signification des noms propres (c’est-à-dire les mots ou groupes de mots ayant une signification), le sens et la dénotation. Cette dernière désigne l’objet dans le monde réel. Quand il n’y a pas d’objet dans le monde réel, il reste le sens : la signification dans la langue. Frege donne comme exemple « le plus grand nombre entier » qui a un sens, mais pas de référence dans le monde réel.

### Évolution de la notion de « nom propre »

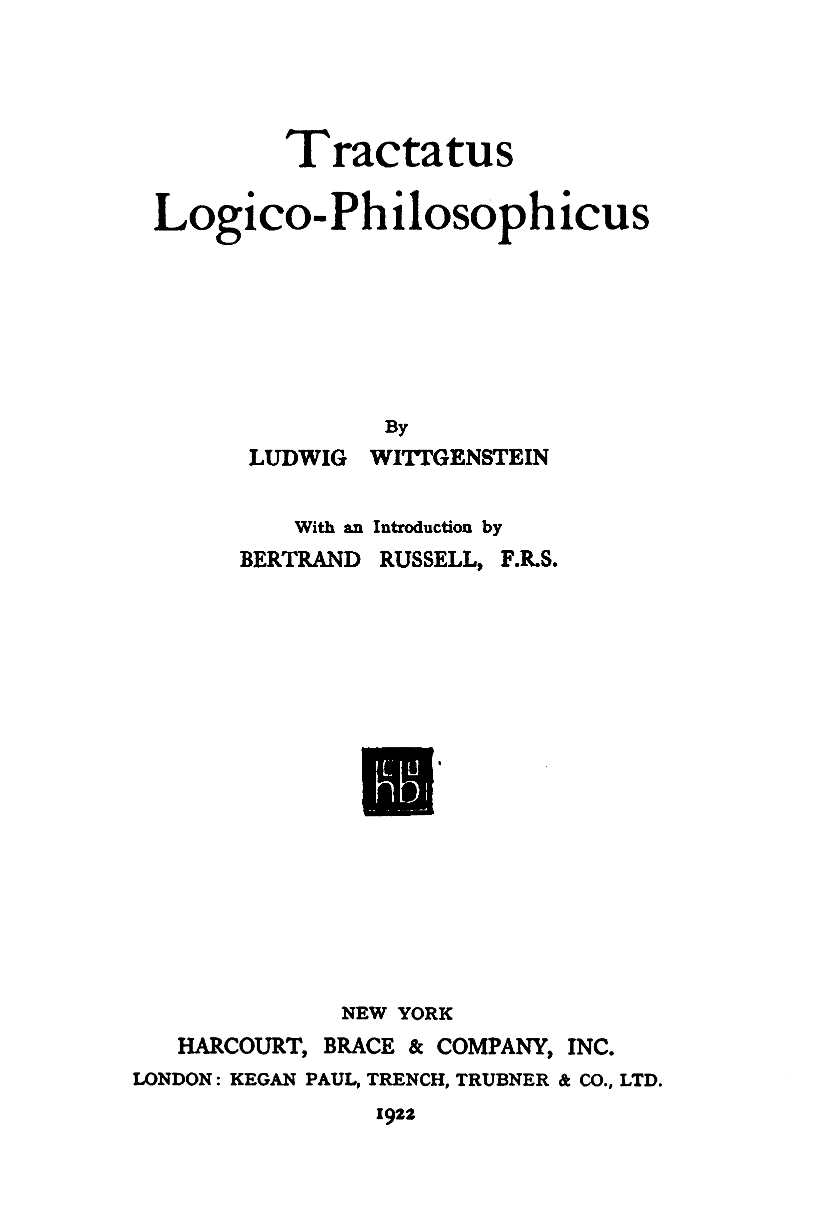
Wittgenstein écrit dans le Tractatus logico-philosophicus (1922): La pensée est la proposition pourvue de sens (Der Gedanke ist der sinnvolle Satz).

En philosophie du langage, le sens d’un nom propre ou d'une pensée est la partie de la signification contenue dans le langage. 
À la même époque que Frege, Edmund Husserl imagine également ce concept de sens et affirme qu’il peut même s’appliquer aux expressions qui sont grammaticalement des noms propres (par exemple les prénoms), alors qu’il semble s’opposer au fait que donner un nom à quelque chose identifie cette chose directement. La création de la notion de sens vient donc s’opposer à la théorie de la référence directe.
Bertrand Russell, Ludwig Wittgenstein, John Searle (en 1963) puis Peter Frederick Strawson (en 1977) reprennent cette notion de sens pour l’expliquer comme étant une description plus précise sous-entendue par le nom propre, qui serait alors un raccourci. « P. ex. Socrate abrégerait « philosophe grec, fils de l'accoucheuse Sophronisque, maître d'Alcibiade, de Xénophon et de Platon, condamné à boire la ciguë en 399 avant Jésus- Christ... » ».
Plus tard, John Algeo (en) (en 1973) puis Georges Kleiber (en 1981) redéfinissent le sens d’un nom propre comme étant la « dénomination prédicative » que l’on pourrait abréger par « l’objet appelé [nom propre] ». Selon cette définition, le sens du nom propre Napoléon est « l’objet appelé Napoléon ».